# Gorazd Zvonický
Gorazd Zvonický, all'anagrafe Andrej Šándor (Michalovce, 29 giugno 1913 – Roma, 27 luglio 1995), è stato un poeta, scrittore e presbitero slovacco esponente del modernismo cattolico.
Fu anche traduttore, visse in esilio dal 1950.

## Biografia
Crebbe nel povero ambiente rurale della Slovacchia orientale, quinto figlio in una famiglia con otto bambini. Per il suo talento e le sue doti fu notato da una personalità in vista di Michalovce, il teologo Štefan Hlaváč, che lo indirizzò al seminario salesiano. L'11 novembre emise i viti perpetui nella Società salesiana. Nel 1942 conseguì la maturità a Kláštor pod Znievom e a partire dal 1944 studiò teologia a Svätý Beňadik, oggi Hronský Beňadik, e a Svätý Kríž nad Hronom, oggi Žiar nad Hronom. Fu ordinato presbitero il 29 giugno 1948 dal vescovo Štěpán Trochta. Durante il servizio militare obbligatorio fece la conoscenza dei poeti Janko Silan e Pavol Ušák Oliva, che gli trasmisero l'interesse per la poesia. Fino alla chiusura forzosa del seminario diocesano di Trnava (19 maggio 1949) funse da prefetto degli studi. Inoltre era redattore del giornale Mládež a misie ("Gioventù e missione"). Nel 1949 fu nominato amministratore parrocchiale a Michalovce.
Nella notte tra il 13 e il 14 aprile del 1950 fu internato nel Convento dei piaristi di Podolínec, trasformato in campo di isolamento per religiosi, ove con centinaia di altri religiosi passò mesi durissimi. Nell'agosto del 1950 riuscì ad evadere dal campo. Il 22 ottobre 1950 passò clandestinamente la frontiera attraversando la Morava per raggiungere il mondo libero. Dopo un breve soggiorno in Italia giunse a Buenos Aires in Argentina. Qui prese attivamente parte ai lavori della Società degli scrittori slovacchi e con la Matica slovenská all'estero. Nel 1963, quando si iniziarono le attività del Pontificio collegio slovacco dei santi Cirillo e Metodio di Roma, tornò in Europa per collaborare con il nuovo istituto. Divenne redattore delle edizioni poetiche Lýra, membro della presidenza del Pontificio Collegio slovacco e professore di scienze umanistiche presso il ginnasio Anton Bernolák, presso lo stesso Collegio slovacco, restando fino al 1990. Durante tutto il suo lungo esilio collaborò con numerosi giornali slovacchi.
Gorazd Zvonický vide negli ultimi anni della sua vita la caduta del comunismo e dopo il lungo esilio poté tornare a visitare la Slovacchia con grande gioia. Morì a Roma e fu sepolto nella sezione slovacca del cimitero di Prima Porta a Via Flaminia. Il 29 giugno 1996 i suoi resti furono traslati al Cimitero nazionale di Martin. 
L'eredità letteraria di Gorazd Zvonický, raccolta dal suo allievo Zlatko Kubanovič, è custodita nell'Archivio salesiano di Bratislava.

## Riconoscimenti
Per la promozione del culto mariano fu nominato socio della Pontificia accademia mariana internazionale. 
Nel 1996 la Biblioteca distrettuale di Michalovce adottò in suo onore in nome di "Biblioteca dello Zemplín Gorazd Zvonický".
In occasione del 100º anniversario della sua nascita (2013), uscì la biografia Zvuk zvonov - Gorazd Zvonický ("Il suono delle campane - Gorazd Zvonický"), opera di Zlatko Kubanovič, il film Gorazd Zvonický známi/neznámy ("Gorazd Zvonický edito e inedito") del regista Boris Voroňák e fu emesso un francobollo commemorativo slovacco da 0,65 €.

## Opera
Contribuì con le sue opere a vari periodici, tra cui Rozvoj, Don Bosco, Saleziánske zvesti, Mládež a misie, alla rivista letteraria Slovenské pohľady, Kultúra. Si dedicò soprattutto alla poesia, ma fece anche qualche tentativo di prosa letteraria, ad esempio con Okolo kľúčovej dierky ("Attorno al buco della serratura"), Keď mlčať nie je zlato ("Quando tace non è oro") e fu traduttore dall'italiano.

## Opere

### Prima dell'esilio
- 1943 – Sejba perál, poesia sul soggiorno al collegio salesiano di Trnava e sulla sua ordinazione sacerdotale
- 1948 – Mýtnik pred Madonou ("La piazzetta davanti alla Madonna")

### Durante l'esilio
- 1958 – S ukazovákom na mraku ("Con l'indice alle nuvole") (Buenos Aires)
- 1964 – Prebúdza sa zem ("Si risveglia la terra") (Roma)
- 1965 – Na jubilejné víno ("Il vino del giubileo") (Middleton)
- 1967 – Slnko ma miluje ("Il sole mi ama") (Roma)
- 1968 – Prekutávam lovištia (Roma)
- 1969 – Len črepy… Výkriky pri invázii. Anno Domini 1968, versi che descrivono l'occupazione della Slovacchia, furono tradotti in italiano: "Soltanto rovine!" (Padova)
- 1971 – Mýtnik pred Madonou ("La piazzetta davanti alla Madonna"), seconda edizione della raccolta di poesie mariane
- 1972 – Okolo kľúčovej dierky, ("Attorno al buco della serratura"), novelle in forme di libro
- 1973 – Sejba perál, riedizione dell'opera di esordio (Roma)
- 1973 – Rozsievač perál, raccolta (Roma)
- 1973 – Na igricovom kare, bibliofilia; ricordo poetico di Valentín Beniak (Losanna)
- 1978 – Napárať čím viac lyka
- 1985 – Obolus
- 1988 – Smer Mariánska hora ("La direzione della montagna mariana")
- 1988 – Keď mlčať nie je zlato ("Quando tace non è oro"), saggio polemico in occasione del suo 75º compleanno (Roma)

### Opere pubblicate dopo il 1989
- 1993 – Chcem sa ti ozvať, raccolta delle poesie in occasione dell'80º compleanno (Martin)
- 1993 – Si krajšia, moja vlasť ("Sei più bella, patria mia"), antologia poetica, a cura della Matica slovenská all'estero)

### Traduzioni
- 1974 – Cez pohľad k srdcu, selezione di traduzioni petrarchesche
- 1979 – Sonety Uga Foscola ("I sonetti di Ugo Foscolo")
- 1975 / 1976 – Hymny na posvätenie času v troch zväzkoch ("Inni per la celebrazione del tempo in tre volumi")